# Soendakruiplijster
De soendakruiplijster (Pomatorhinus bornensis) is een zangvogel uit de familie Timaliidae (timalia’s) die voorkomt in de Indische Archipel. De soort werd in 1851 (in een voetnoot) als aparte soort beschreven door Jean Cabanis.

## Kenmerken
De soendakruiplijster is 20 cm lang. Deze vogel heeft een gele tot hoornkleurige, vrij lange, omlaag gebogen snavel. Van boven is de vogel donker, kastanjekleurig bruin, de vleugels en staart zijn donkerder, bijna zwart. Kenmerkend is de zwarte kop, met een opvallende lange witte wenkbrauwstreep. De borst en buik zijn wit, de anaalstreek is weer kastanjebruin. De witte oogstreep van deze soort is iets breder en het wit op borst en buik is uitgebreider.

## Leefwijze
Deze vogel leeft hoofdzakelijk van insecten, die hij in de strooisellaag of in rotsspleten zoekt.

## Verspreiding en leefgebied
Deze vogel komt voor op Malakka, Sumatra en Borneo en telt twee ondersoorten:
- P. b. occidentalis: Malakka en Sumatra.
- P. b. bornensis: Borneo en Banka.

Het is een vogel van tropisch en submontaan bos, meestal tussen de 450 en 750 m boven de zeespiegel, soms tot 1600 m (Gunung Kinabalu op Borneo).

## Status
De soendakruiplijster heeft een groot verspreidingsgebied en daardoor is de kans op de status kwetsbaar (voor uitsterven) gering. De grootte van de populatie is niet gekwantificeerd. Het is een plaatselijk algemene vogel. Om deze redenen staat deze kruiplijster als niet bedreigd op de Rode Lijst van de IUCN.